# Éder Luiz Lima de Souza
Éder Luiz Lima de Souza (Campinas, 9 de janeiro de 1987) é um futebolista brasileiro, atacante do Jeonbuk Motors.

## Carreira
Éder foi revelado pelo Guarani, durante a disputa da Série B de 2006, quando chegou a marcar 7 gols.
Em 2008, foi contratado pelo Flamengo, aonde teve algumas poucas oportunidades de jogar. Em meados da temporada o jogador foi emprestado ao Paraná como termo de uma negociação que envolvia a transferência do meia Éverton para o Flamengo. No clube paranista Éder conseguiu boas atuações, mas ao fim de 2008 seu contrato venceu e não houve renovação.
Em 2009 teve uma rápida passagem pelo Vila Nova-GO e depois transferiu-se para o futebol grego na equipe Asteras Tripolis. onde logo depois foi para o AEK Atenas. Em julho de 2011 foi contratado pelo Criciúma para a Série B de 2011

## Títulos
Jeonbuk Motors
- K League : 2017[2][3]